# Медновсько-алеутська мова
Медновсько-алеутська мова ( Медновська мова ) - мертва мова алеутів острова Мідний, одного з Командорських островів, розташованих у південно-західній частині Берингового моря.
До кінця 1960-х років носії медновсько-алеутської мови жили в селі Преображенському на острові Мідний, звідки були проти своєї волі переселені на острів Берінга в одне село з алеутами, що розмовляли алеутською мовою. Носії називали свою мову алеутською, але щоб не змішувати медновсько-алеутську мову з діалектами алеутської, вченими була запропонована назва «медновсько-алеутська мова». Наприкінці 1980-х років було не більше ніж 10-12 носіїв цієї мови.
Була мовою побутового спілкування; своєї писемності не мала. Належить до змішаних мов.

## Історія
Мова виникла, ймовірно, у 2-й половині XIX століття на острові Мідний, який заселявся у кілька етапів протягом усього XIX століття російськими промисловцями, алеутами та креолами (нащадками шлюбів російських промисловців з алеутськими жінками). Алеути й креоли (останні мали особливий, офіційно закріплений, соціальний статус — за становищем були вищими за алеутів, але нижче за росіян) володіли як алеутською, так і російською мовами. В результаті інтенсивних контактів цих мов і сформувалася медновсько-алеутська мова. Ряд дослідників припускають, що це було наслідком ідентифікування креолів себе як окремої етнічної групи.

## Властивості
Хоча Е. В. Головко і каже, що типологічно медновсько-алеутська мова являє собою самостійну лінгвістичну структуру, що є окрема від жодної з мов-джерел, з його слів разглядувана мова ближча до алеутської мови, ніж до російської. Фонологічна система - компроміс між алеутською та російською; у морфології, яка діє за аглютинативним принципом, переважають алеутські риси; синтаксис - компромісне поєднання алеутської та російської. З алеутської мови походять корені слів, двовідмінна система іменників, присвійні афікси іменників, відсутність прикметників, словотворчі суфікси дієслова та іменника, об'єктні та вказівні займенники, прийменники, багато синтаксичних конструкцій; з російської — словозміна дієслова, аналітичні конструкції висловлювання майбутнього часу, модальні слова, особисті (суб'єктні) займенники, прислівники, вільний порядок слів.

## Фонетика та фонологія
Фонемний склад:
Голосні
| Підняття | Ряд              | Ряд              | Ряд              |
| -------- | ---------------- | ---------------- | ---------------- |
| Підняття | Передній         | Середній         | Задній           |
| Високе   | і іі (/i/, /iː/) |                  | у уу (/u/, /uː/) |
| Середній | е ее (/e/, /eː/) |                  | о оо (/o/, /oː/) |
| Нижній   |                  | а аа (/ä/, /äː/) |                  |

Приголосні
| Лабіальні | Дентальні | Палатальні | Латеральні | Велярні | Увулярні |     |
| Змичні    | п б       | т д        | ч          |         |          | ӄ   |
| Щілинні   | ф в       |            | с з        |         | х г      | ӽ ӷ |
| Щілинні   |           | ш ж        |            |         |          |     |
| Носові    | ʼм м      | 'н н       |            |         | 'ӈ ӈ     |     |
| Плавні    |           | р          | ʼй й       | ʼл л    |          |     |

### Дослідження
- Golovko E., Vakhtin N. Aleut in Contact: The CIA Enigma // Acta Linguistica Hafniensia: International Journal of Linguistics. Cph., 1990. Vol. 22;
- Golovko E. Mednij Aleut or Copper Island Aleut: An Aleut-Russian mixed language // Mixed Languages: 15 Case Studies in Language Intertwining. Amst., 1994;
- Golovko E. A case of nongenetic development in the Arctic area: The contribution of Aleut and Russian to the formation of Copper Island Aleut // Language Contact in the Arctic: Northern Pidgins and Contact Languages. Berlin; N.Y., 1996;
- Е. В. Головко. Медновских алеутов язык. ISBN 5-85759-046-9

### Словники
- Меновщиков Г. А. Алеутско-русский словарь // Языки и топонимия. Томск, 1977.
- Розділ про медновсько-алеутську мову в книзі Thomason, Sarah G.[en] та Terrence Kaufman (1988). Language contact, creolization, and genetic linguistics . Berkeley: University of California Press. ISBN 0-520-07893-4 .(англ.)